# Leptoceras menziesii
Leptoceras menziesii – gatunek roślin z monotypowego rodzaju Leptoceras z rodziny storczykowatych (Orchidaceae). Rośliny występują w czterech australijskich stanach - Australia Południowa, Tasmania, Wiktoria, Australia Zachodnia.

## Systematyka
Gatunek sklasyfikowany do podplemienia Caladeniinae w plemieniu Diurideae, podrodzina storczykowe (Orchidoideae), rodzina storczykowate (Orchidaceae), rząd szparagowce (Asparagales) w obrębie roślin jednoliściennych.